# Bab
Treść tego artykułu może nie być zgodna z zasadami neutralnego punktu widzenia.
Dokładniejsze informacje o tym, co należy poprawić, być może znajdują się w dyskusji tego artykułu.
 Po wyeliminowaniu niedoskonałości należy usunąć szablon {{Dopracować}} z tego artykułu.

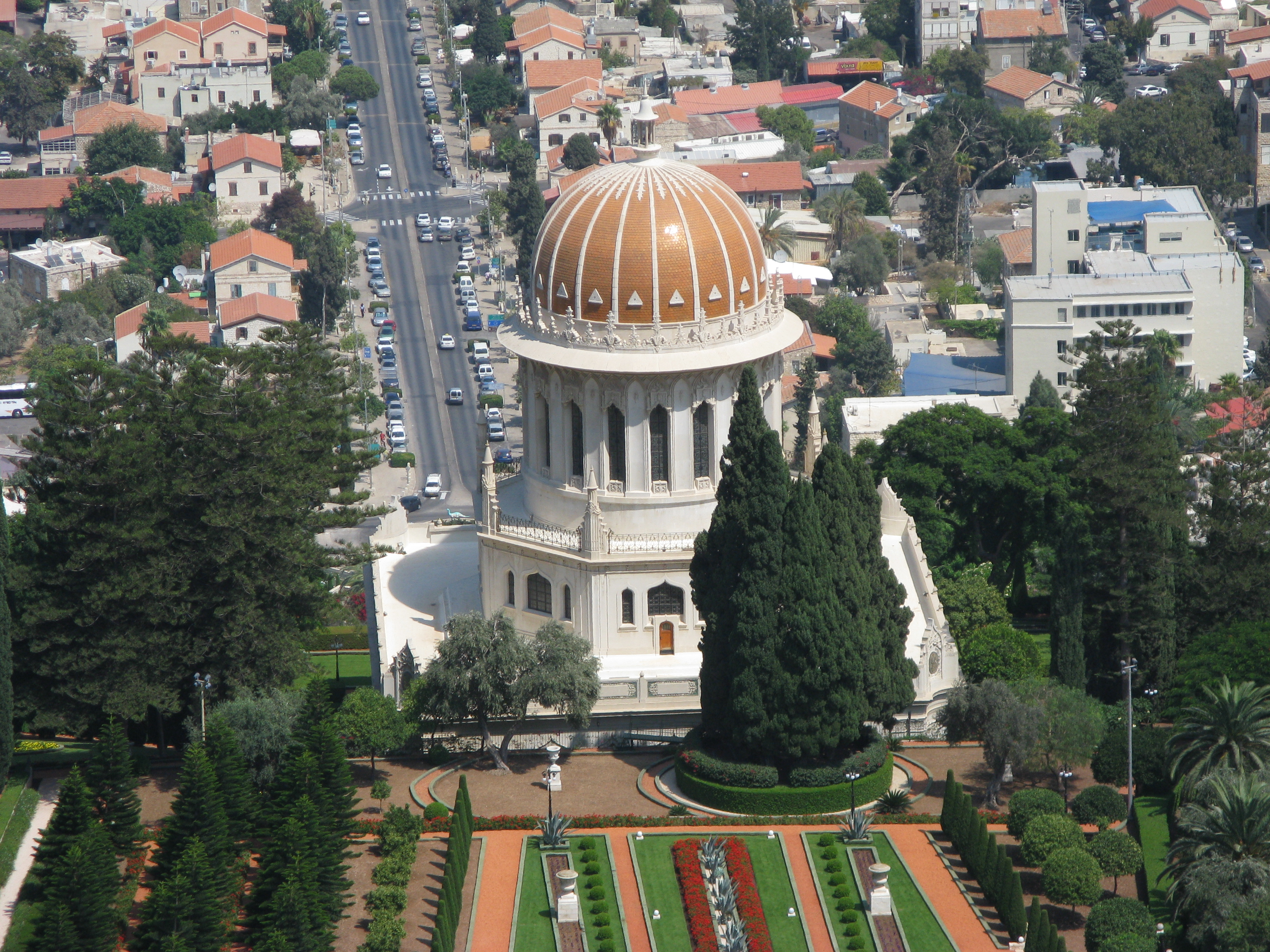
Mauzoleum Baba w Hajfie

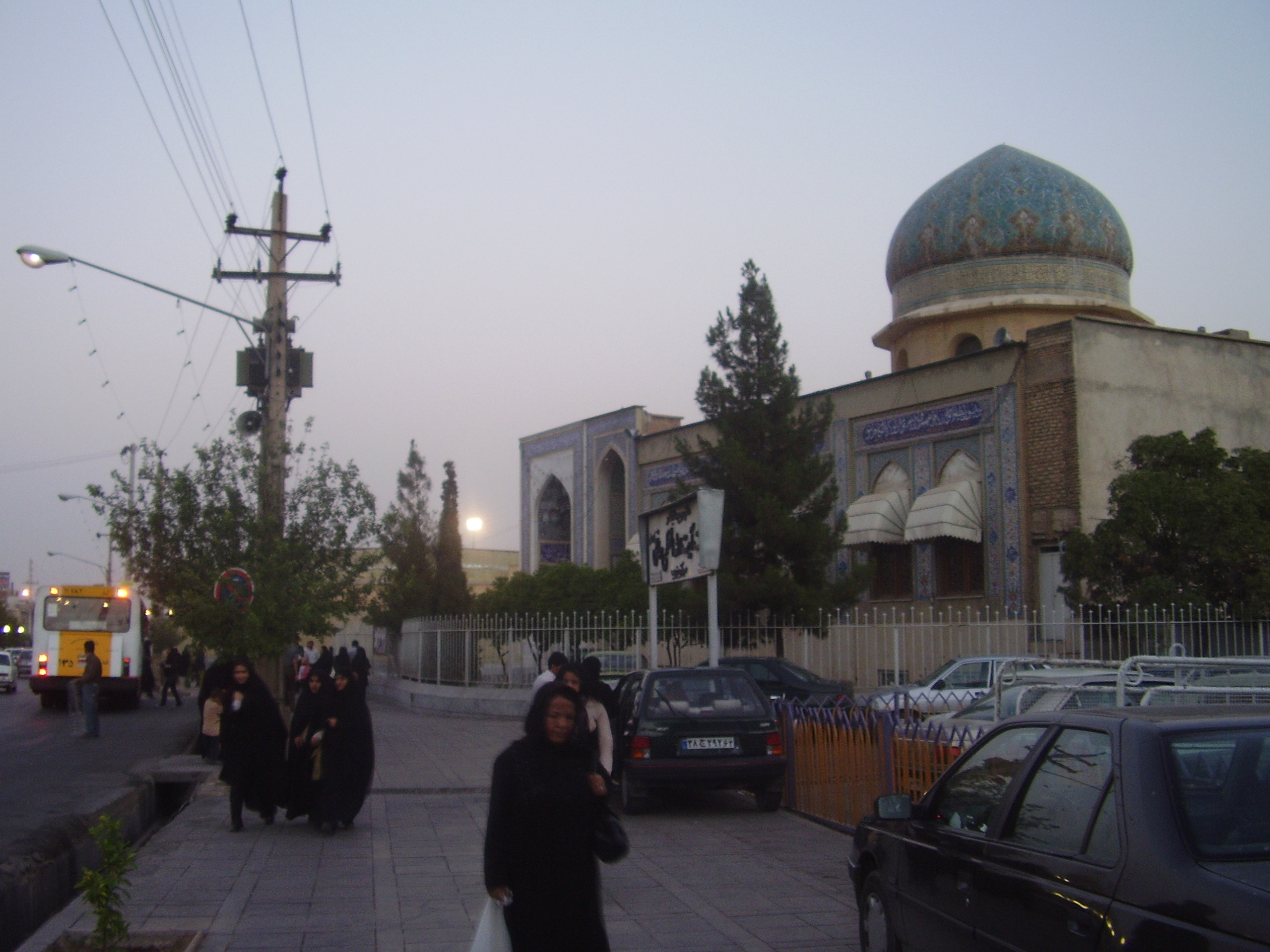
Świątynia Baba w Sziraz

Sajjid Ali Muhammad (ur. 20 października 1819, zm. 9 lipca 1850) – kupiec z Szirazu, który w 1844 roku ogłosił się „Babem” – bramą do Allaha i zapowiadał nadejście Tego, Którego Bóg objawi – Obiecanego wszystkich religii. Był założycielem babizmu.

## Życie Baba na podstawie podań wyznawców
Ali Muhammad urodził się w znanej i powszechnie szanowanej rodzinie, której korzenie sięgały czasów proroka Mahometa. Będąc jeszcze dzieckiem został osierocony i oddany pod opiekę wuja, kupca. Wuj umieścił Baba w szkole gdzie miał zdobyć podstawową wiedzę. Nauczyciel uważał jednak, że nie może go niczego nauczyć i odesłał go do wuja. Wkrótce potem Ali stał się pomocnikiem wuja i stał się znany ze swej uczciwości.
W 1844 roku Ali Muhammad ogłosił swą misję boskiego posłannictwa. Nazwał siebie Babem – Bramą do Boga, obiecanym powrotem 12-go imama, Quaimem. Jego pierwszy wyznawca Mulla Husajn, najwierniejszy uczeń Sajjida Kazima rozpoznał Baba jako Boskiego Objawiciela 23 maja 1844 roku. W krótkim czasie przyłączyło się do niego siedemnastu innych apostołów nowej religii. Wszyscy mieli być kierowani proroczym snem lub widzeniem. Bab nadał im tytuł „Litery Żyjącego” i każdemu z nich wyznaczył misję szerzenia nowego posłannictwa wśród ludności miast Persji. W październiku tego samego roku w towarzystwie ostatniego z apostołów Quddusa wyruszył w pielgrzymkę do Mekki i Medyny, by tam ogłosić swą misję lecz spotkał się tylko z wrogością i obojętnością, a list skierowany do mera Mekki, w którym Bab wzywał do przyłączenia się do niego został zignorowany. Po odbyciu pielgrzymki do Medyny Bab udał się w drogę powrotną.
Po powrocie Bab wysłał Quddusa do Szirazu zapowiadając jego poniżenie i okaleczenie. Quddus jako pierwszy apostoł doznał poniżenia i okaleczenia. Nie przestraszyło to jednak nowych wyznawców, którzy z gorliwości nawoływali ludzi do przyjęcia tego Objawienia. W każdym mieście gdzie nauczali babici następowała fala prześladowań, które znosili z heroizmem
Również Bab został aresztowany a gubernator miasta Sziraz widząc, że mimo utrudnień wiara Baba rośnie z dnia na dzień wkrótce wydał na niego wyrok śmierci. Tego samego dnia jednak w mieście miała wybuchnąć epidemia cholery. Rodziny gubernatora i dowódcy straży, który aresztował Baba były zarażone. Gubernator bojąc się kary za swą decyzję uwolnił Baba nakazując by ten udał się do innego miasta. Bab podążył do Isfahanu, świętego miasta muzułmanów. Zbliżając się do Isfahanu Bab wystosował list do gubernatora tego miasta z zapytaniem gdzie powinien się zatrzymać. Ten wyznaczył dom głównego duchownego prowincji. Ten jednak będąc zazdrosnym o wpływ jaki wywierała osoba Baba na wiernych zaczął rozgłaszać wymyślone i plotki podburzając ludzi przeciw niemu. Gubernator zaprosił więc Baba do swego domu i wkrótce przyjął jego wiarę.
Sława Baba wciąż rosła i szach perski Muhammad zapragnął poznać Baba. Wysłał po niego eskortę lecz przywódcy religijni z dworu królewskiego nakłonili szacha do zmiany planów. Premier i najwyższy Mulla Hadżi Mirza Aqasi wysłał posłańca do eskorty, by nie prowadzili Baba do króla lecz zawieźli go do twierdzy Mah-Ku usytuowanej w górach Azerbejdżanu, z dala od wszelkich miast. Premier miał nadzieję, że w ten sposób ugasi posłannictwo Baba a ten pozostawiony sam w niedostępnym miejscu zostanie przez społeczeństwo zapomniany. Jednakże osobowość Baba i jego posłannictwo spowodowały, że dowódca straży i strażnicy stali się jego gorliwymi słuchaczami i wkrótce pielgrzymi z całej Persji zaczęli przybywać do Mah-Ku.
Gdy premier dowiedział się o wciąż rosnącej popularności Baba nakazał przeniesienie Baba do twierdzy Chiriq lecz tam również sytuacja się powtórzyła. Zdecydował więc, że najlepiej będzie jeśli zgromadzenie duchownych publicznie udowodni śmieszność jego przesłania i ośmieszy go. Wezwano Baba do miasta Tabriz gdzie w obecności najwyższych dostojników religijnych i miejskich próbowano go poniżyć. Była to okazja aby Bab w obecności duchownych ogłosił swoje posłannictwo. Bab przedstawił siebie jako obiecanego posłańca, na skutek czego przedstawiciele władz jedynie naśmiewali się z niego i poniżali go. Następnie Baba zabrano i rozkazano obić mu stopy metalowym prętem oraz uderzono go tym prętem w twarz. Bab odesłany został do twierdzy w Chiriq gdzie miał oczekiwać dalszych wytycznych.
W roku 1850 nowy premier Mirza Taqi Khan wydał rozkaz uśmiercenia Baba. Sprowadzono go do Tabrizu gdzie miała zostać wykonana egzekucja. Gdy Bab prowadzony był do celi przez tłum przedarł się młodzieniec, który chciał umrzeć razem z nim. Następnego ranka strażnicy przyszli, by wyprowadzić Baba na plac koszar wojskowych gdzie miał zostać rozstrzelany. Strażnicy zabrali Baba i młodzieńca na plac gdzie oczekiwał ich pułk wojska. 750 żołnierzy miało oddać salwę w kierunku Baba i jego towarzysza. Gdy dym się rozwiał na placu stał nietknięty młodzieniec, a Bab zniknął. Znaleziono go w celi, w której miał kończyć dyktować list. Następnie ponownie sprowadzono Baba na plac lecz tym razem do wykonania wyroku sprowadzono inny pułk. Tym razem kule dosięgły ciał obu skazanych lecz twarze pozostały nietknięte.
Ciało Baba wyłożone na widok publiczny przy pobliskiej fosie zostało wykradzione w drugą noc po egzekucji przez oddanych wyznawców i złożone w drewnianej trumnie ukrywanej przez lata. W roku 1909 po ukończeniu budowy Mauzoleum Baba w Hajfie święte ciało zostało złożone tam przez syna Baha'u'llaha Abdu'l-Bahę.